# Maria-Elisabeth Michel-Beyerle
Maria-Elisabeth Michel-Beyerle (* 20. August 1935 in Kiel) ist eine deutsche Chemikerin. Sie war von 1974 bis 2000 Extraordinaria für Physikalische Chemie an der TU München. 

## Leben
Michel-Beyerle, Tochter des Ingenieurs Konrad Beyerle, belegte ab 1955 ein Studium der Chemie an die Universität Göttingen, das sie von 1957 bis 1959 an der Ludwig-Maximilians-Universität München fortsetzte. Zwischen 1960 und 1962 war sie Diplomandin am Institut für Anorganische Chemie der Technischen Hochschule Aachen. Dort wurde sie 1964 zum Thema Zur Elektrochemie des Indiums promoviert. Von 1966 bis 1974 war Michel-Beyerle als Wissenschaftliche Assistentin am Institut für Physikalische Chemie der TU München tätig. 1974 habilitierte sie sich an der TU München. Im selben Jahre wurde sie auf den Lehrstuhl für physikalische Chemie berufen. 2008 war sie Gastprofessorin am neu gegründeten „BioFemtoLabs“ an der Nanyang Technological University im Stadtstaat Singapur. Michel-Beyerle wurde im Jahre 2000 emeritiert.
Ihr Spezialgebiet ist der Ladungstransfer in biologischen Systemen. Sie untersuchte unter anderem die Spindynamik bei der Rekombination von Radikalen. Sie untersuchte auch die Struktur des photosynthetischen Reaktionszentrums in den Chloroplasten der Pflanzen und rief dazu einen Sonderforschungsbereich ins Leben, der erfolgreich ein Membranprotein kristallisierte und mittels Röntgenstrukturanalyse seine Raumstruktur aufklärte, wofür Hartmut Michel, Robert Huber und Johann Deisenhofer 1988 den Nobelpreis für Chemie erhielten.

## Ehrungen
- Bayerischer Verdienstorden
- Bundesverdienstkreuz am Bande (18. Mai 1995)[2]
- Bayerischer Maximiliansorden für Wissenschaft und Kunst (23. Januar 2006)[3]
- Bayerische Verfassungsmedaille in Silber (2009).

## Mitgliedschaften
Michel-Beyerle ist seit 2008 Sprecherin des EU-Forschungsprogramms Control of assembly and charge transport dynamics of immobilized DNA (CIDNA).